# Kyrkheddinge landskommun
Kyrkheddinge landskommun var en tidigare kommun i dåvarande Malmöhus län.

## Administrativ historik
Kommunen bildades i Kyrkheddinge socken i Bara härad i Skåne när 1862 års kommunalförordningar trädde i kraft. 
Vid kommunreformen 1952 uppgick kommunen i Staffanstorps landskommun som 1971 ombildades till Staffanstorps kommun.

## Politik

### Mandatfördelning i Kyrkheddinge landskommun 1938-1946
| 4 | 9 | 2 |

| 14 |

| 3 | 12 |

| 14 |

| 3 | 12 |

| 14 |